# David Steurer
David Steurer, né le 16 février 1984 à Heilbronn, est un informaticien théoricien allemand, professeur à l'École polytechnique fédérale de Zurich.

## Carrière
Steurer a étudié à l'université de la Sarre (2003-2006), puis à l'université de Princeton où il a obtenu un doctorat en 2010 sous la direction de Sanjeev Arora, avec une thèse intitulée On the Complexity of Unique Games and Graph Expansion. Il est ensuite postdoc à  Microsoft Research New England jusqu'en 2012, professeur assistant à l'université Cornell jusqu'en 2017, date à laquelle il devient professeur assistant à l'École polytechnique fédérale de Zurich. Il y est professeur associé depuis 2020.

## Travaux
Steurer travaille en optimisation par somme de carrés (en), des problèmes d'optimisation où les contraintes sont exprimées par des sommes de carrés de polynômes homogènes, et plus généralement aux méthodes de relaxation de la programmation mathématique, en particulier la programmation semi-définie. Il s'intéresse aux algorithmes d'approximation et à la dureté de l'approximation, notamment dans le contexte de la conjecture des jeux uniques. Il travaille également sur la complexité computationnelle des problèmes d'estimation en dimensions élevées qui se posent dans l'apprentissage automatique, par exemple, la décomposition tensorielle, le regroupement, les modèles de mélange gaussien.

## Publications (sélection)
- Mitali Bafna, Boaz Barak, Pravesh K. Kothari, Tselil Schramm et David Steurer, « Playing unique games on certified small-set expanders », 53rd Annual ACM SIGACT Symposium on Theory of Computing (STOC '21), ACM,‎ 2021, p. 1629-1642 (arXiv 2006.09969).
- Boaz Barak, Pravesh K. Kothari et David Steurer, « Small-Set Expansion in Shortcode Graph and the 2-to-2 Conjecture », 10th Innovations in Theoretical Computer Science Conference (ITCS 2019), Schloss Dagstuhl - Leibniz-Zentrum für Informatik, no LIPIcs 124,‎ 2019, p. 9:1-9:12 (lire en ligne ).
- Tengyu Ma, Jonathan Shi et David Steurer, « Polynomial-Time Tensor Decompositions with Sum-of-Squares », IEEE 57th Annual Symposium on Foundations of Computer Science (FOCS 2016), IEEE Computer Society,‎ 2019, p. 438-446 (arXiv 1610.01980).
- Benjamin Doerr, Johannes Lengler et David Steurer, « The Interval Liar Game », Electronic Notes in Discrete Mathematics, vol. 28,‎ 2007, p. 425-432.

## Distinctions
Steurer a été conférencier invité au congrès international des mathématiciens à Rio de Janeiro (2018), avec Prasad Raghavendra : High Dimensional estimation via Sum-of-Squares Proofs.
Il est lauréat, en 2018, du prix Michael et Sheila Held avec  Prasad Raghavendra.
Il bénéficie d'un ERC Consolidator Grant, 2019. Il est lauréat du Amnon Pazy Memorial Award, 2015 (avec Dinur et Raghavendra). Il a obtenu le STOC Best Paper Award en 2015 et le FOCS Best Paper Award, 2010.
Il a reçu diverses bourses, dont le Microsoft Research Faculty Fellowship, 2014, University Fellowship and Merit Award, Princeton University, 2006, et Scholarship of the German National Merit Foundation, 2003–2006. Il est boursier Sloan en 2014.